# Friedrich Gauermann

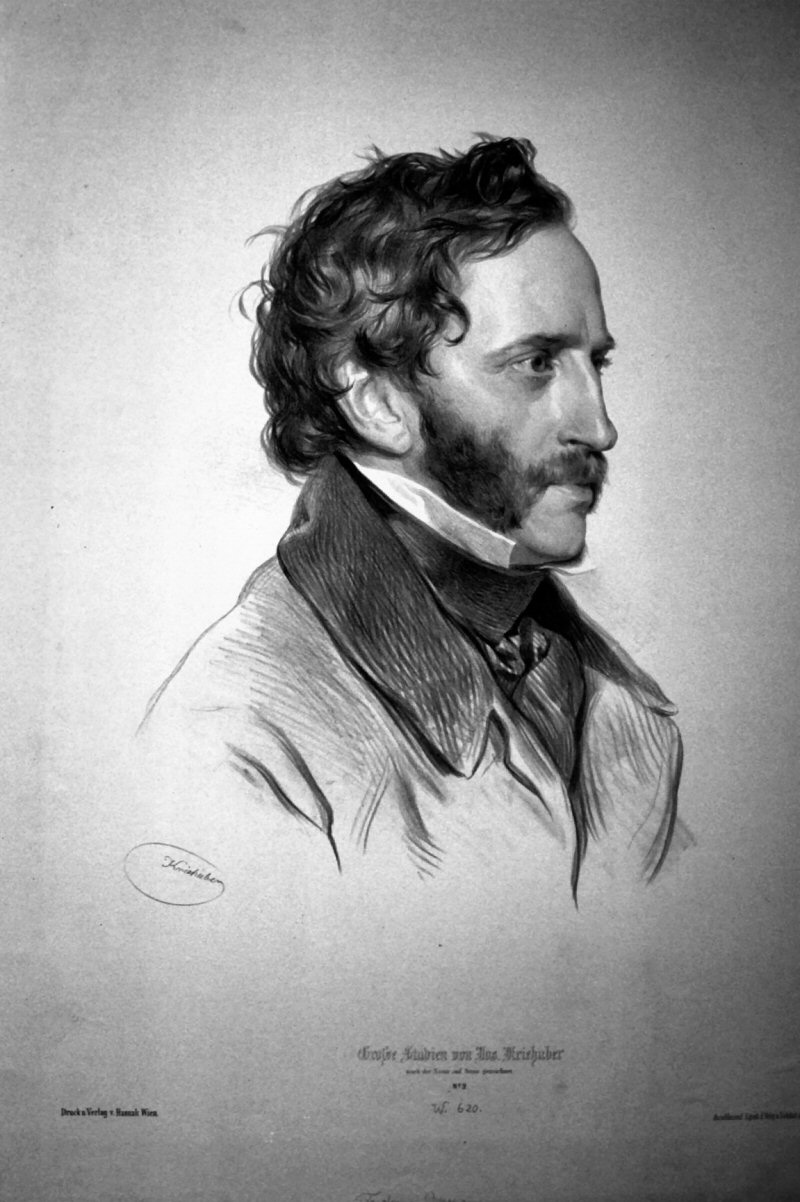
Friedrich Gauermann, litografía de Joseph Kriehuber.

Friedrich Gauermann (10 de septiembre de 1807 - 7 de julio de 1862), pintor austriaco, hijo del pintor de paisajes Jacob Gauermann (1773-1843), nació en Miesenbach cerca de Gutenstein en el sur de Austria.
Su padre quería que se dedicara a la agricultura, pero el ejemplo de un hermano mayor, el cual murió joven, fomentó su inclinación hacia el arte. Bajo la dirección de su padre empezó los estudios de paisajes, también copió los trabajos de los mejores en pintura de animales los cuales fueron almacenados en la biblioteca de la academia y la corte de Viena. En verano hizo viajes de arte por los distritos de Styria, el Tirol y Salzburgo.
Dos pinturas de animales que exhibió en la exposición de Viena de 1824 fueron vistas como pinturas notables para sus años, y lo llevaron a sus comisiones de recepción en 1825 y 1826 del Príncipe Metternich y Caraman, el embajador francés. Su reputación aumentó notablemente gracias a su pintura "La Tormenta," exhibida en 1829, y desde ese momento sus trabajos fueron muy codiciados y alcanzaron unos precios altos. Su "Labrador" fue vista por muchos como la imagen más significativa en la exhibición de Viena de 1834, y sus muchas pinturas sobre animales le han situado como uno de los mejores en la materia.
La peculiaridad de sus pinturas es la representación de figuras animales y humanas en conexión, con paisajes apropiados y en situaciones características para manifestar la naturaleza como un todo viviente, y particularmente sobresale en la representación de la vida de los animales en escenarios de montaña. Junto con la gran maestría de los tecnicismos de su arte, sus trabajos ofrecían una mirada paciente y afilada, dirección libre y correcta de los detalles, y una coloración limpia. Murió en Viena el 7 de julio de 1862.
Muchas de sus pinturas han sido grabadas, y después de su muerte una selección de 53 de sus obras fueron preparadas para este propósito por el austriaco Kunstverein (De la Unión de Arte).
En septiembre de 2007 el correo austríaco emitió un sello postal conmemorando el 200 aniversario de su nacimiento.